# ST–1
Az ST–1 a tajvani Chunghwa Telecom és szingapúri Singapore Telecom cégek távközlési és közvetlen műsorszóró műholdja.

## Jellemzői
Az Eurostar 2000+ típusú műholdat a brit Matra Marconi Space vállalat készítette.
1998. augusztus 25-én a Guyana Űrközpont ELA–2 jelű indítóállásából egy Ariane–4 (Ariane 44P V109) típusú hordozórakétával állították geostacionárius pályára, ahol keleti hosszúság 88 fokos pozícióban helyezkedett el.
Háromtengelyesen stabilizált műhold. A téglatest alakú műhold befoglaló mérete 2,5×1,7×2,9 méter. Teljes tömege (hajtóanyaggal) 3255, üresen 1502 kg. Tervezett élettartama 12 év volt. A műhold energiaellátását 8,5 kW teljesítményű napelemek biztosították. 16 nagyteljesítményű Ku-sávú és 14 közepes teljesítményű C-sávos transzponderrel szerelték fel. A műhold C-sávú transzpondereinek nyalábja a Közel-Kelettől Japánig terjedő térséget fedte le, beleértve Délkelet-Ázsiát is. Két szűkebb nyalábot sugárzó, Ku-sávban működő transzpondere közül az egyik Szingapúr, Indonézia és Malajzia területére, a másik az indiai szubkontinensre sugárzott. A műhold közvetlen digitális műsorszórást (rádió, televízió), telefonkapcsolatot, egyéb üzleti szolgáltatások (internet, fax,) biztosított.
2013. október 29-én befejezte aktív szolgálatát, transzpondereit kikapcsolták és magasabb parkolópályára állították.